# Ханшин Тигри
Ханшин Тигри (яп. 阪神タイガース, はんしんタイガース,  англ. Hanshin Tigers — японська професіональна бейсбольна команда в Центральній Лізі Японії. Виступає від Префектура Хіого. Головна база і стадіон — Стадіон Кошиен. Офіційна назва — Ханшин Тигри, неофіційна — «Ханшин».

## Досягнення
«Тигри» 5 разів виборювали першість у Центральній Лізі: 
- 1962 • 1964 • 1985 • 2003 • 2005.

Вони одичі ставали чемпіонами Японії 1 бейсболу
- 1985 .